# Білий будиночок (Краків)
 
Пам'ятка культури Малопольського воєводства: реєстраційний номер А-1008 від 18 грудня 1994 року. 
Білий будиночок, повна назва - Вілла «Білий будиночок» (пол. Willa Biały Domek) — назва будівлі, що знаходиться в Польщі на території центрального міського району Дільниця міста II Гжегужкі за адресою: м. Краків, вул. Любича, 21. Включений до Реєстру пам'яток Малопольського воєводства (Польща), які охороняються державою.

## Опис
Будівля була побудована в 1886 році у стилі неоренесансу. Спроектував її польський архітектор А. Седек. На той час будинок знаходився у його приватній власності.
Під час Першої світової війни будівля використовувалася для конспіративних цілей. У ній проживав керівник III Бригади польського легіону полковник Болеслав Роя, який 31 жовтня 1918 року Польською ліквідаційною комісією був призначений військовим комендантом у західній і центральній Галіції.
Після Другої світової війни в будівлі розташовувався місцевий комісаріат Громадянської міліції (пол. Milicja Obywatelska).
На даний час у цьому приміщенні функціонує краківське воєводське управління поліції.
18 грудня 1994 року будинок було внесено до реєстру пам'яток культури Малопольського воєводства (№ А-1008).